# فرودگاه اشبرتون
فرودگاه اشبرتون (به انگلیسی: Ashburton Aerodrome) یک فرودگاه همگانی با کد یاتا ASG است که یک باند فرود چمن دارد و طول باند آن ۸۹۷ متر است. این فرودگاه در کشور نیوزلند قرار دارد و در ارتفاع ۹۱ متری از سطح دریا واقع شده‌است.